# Orange Blossoms
Orange Blossoms è una commedia musicale scritta da Fred De Gresac, basata sulla commedia La Passarelle dello stesso De Gresac e Francis De Croisset. Le musiche sono di Victor Herbert, le parole di B.G. DeSylva. La direzione musicale era affidata a Gus Salzer, la regia a Edward Royce che ne era anche il produttore.
L'architetto Norman Bel Geddes (padre dell'attrice Barbara Bel Geddes firma qui la sua prima scenografia. I costumi si devono a Earl Benham e al grande sarto parigino Paul Poiret. Il quale, dopo la guerra, chiusa la sua Maison, lavorò come costumista teatrale e cinematografico.
La prima si tenne a Broadway il 19 settembre 1922 al Fulton Theatre; la commedia chiuse dopo 95 repliche il 9 dicembre 1922.

## Trama
La storia è ambientata a Parigi, nell'ufficio di un avvocato e sulla Costa Azzurra, nella villa di Cannes di Kitty.

## Le canzoni
Le canzoni del musical si devono a Victor Herbert (musica) e a Buddy DeSylva (parole):

### Primo Atto
- This Time It's Love, cantata dal barone Roger Belmont
- A Kiss in the Dark, cantata da Kitty
- New York Is the Same Old Place, cantata da Jimmy Flynn e da Tillie
- Then Comes the Dawning, cantata dal barone Roger Belmont e da Helene de Vasquez
- I Can't Argue with You, cantata dal barone Roger Belmont, Helene de Vasquez, Lawyer Brassac e da Cecilia Malba
- In Hennequeville, cantata da Kitty
- A Kiss in the Dark (ripresa), cantata da Kitty

### Secondo Atto
- On the Riviera, cantata da uomini e donne dell'insieme
- The Lonely Nest, cantata da Kitty
- I Missed You, cantata da Kitty, il barone Roger Belmont, l'avvocato Brassac e Ninetta
- Just Like That, cantata da Jimmy Flynn e Ninetta
- Orange Blossoms, cantata da Kitty e dagli uomini dell'insieme

### Terzo Atto
- Mosquito Ballet
- Way Out West in Jersey, cantata da Jimmy Flynn e Tillie
- Let's Not Get Married, cantata dalle donne e dagli uomini dell'insieme
- This Time It's Love (ripresa), cantata dal barone Roger Belmont

## Cast della prima, 19 settembre 1922
- Abner Barnart: Gentleman in the Case
- Frank Curran: Gentleman in the Case
- Maurice Darcy: Octave
- Evelyn Darville: 	Cecilia Malba
- Edith Day: Kitty
- Vera DeWolfe: Valentine Vendome
- Emily Drange: Yolande Du Pont
- Fay Evelyn: Paulette de Trevors
- Robert Fischer: Auguste
- Thomas Fitzpatrick: Gentleman in the Case
- Eden Gray: Regina Marnac
- Alta King: Christiane de Mirandol
- Phyllys Le Grand: Helene de Vasquez
- Mary Lucas: ballerina
- Gayle Mays: Gentleman in the Case
- Clinton Merrill: Gentleman in the Case
- Robert Michaelis: Barone Roger Belmont
- Denny Murray: Gentleman in the Case
- Dagmar Oakland: Julie Bresil
- Elva Pomfret: ballerina
- Hal Skelly: Jimmy Flynn
- Queenie Smith: Tillie
- Pat Somerset: avvocato Brassac
- Diana Stegman: Simone Garrick
- Oliver Stewart: Gentleman in the Case
- Nancy Welford: Ninetta
- Jack Whiting: Gentleman in the Case